# Oxocarbenio

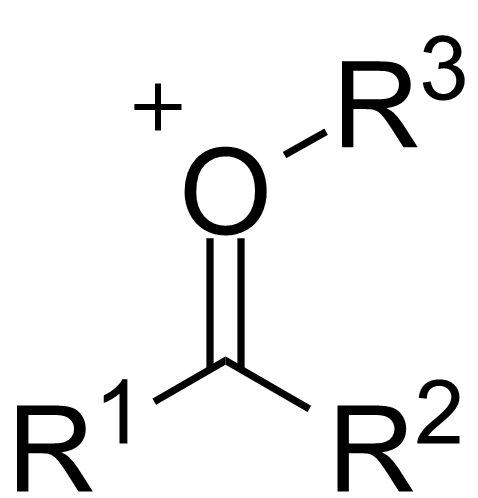
Estructura general de un ion oxocarbenio

Un ion oxocarbenio es una forma canónica de carbocation, real o hipotético, que ubica la carga positiva sobre un átomo de oxígeno. Son un estado de transición común en la hidrólisis de enlaces glicosídicos, y son empleados como una estrategia común para la glicosilación química. Estos iones han sido propuestos como estados de transición en un gran número de transformaciones químicas, y han sido utilizados en la síntesis total de numerosos productos naturales. En adición, aparecen con frecuencia en mecanismos de biosíntesis e hidrólisis catalizadas por enzimas de carbohidratos en la naturaleza.

## Estructura
La estructura general de un ion oxocarbenio contiene un doble enlace oxígeno-carbono, con el oxígeno unido a un grupo adicional. El ion posee una carga formal positiva, la cual se encuentra ubicada sobre el átomo de oxígeno. El ion oxocarbenio presenta una estabilidad adicional debida a resonancia, la cual ubica parte de la carga positiva sobre el átomo de carbono. Comparado a una cetona el oxocarbenio es más polar, y más reactivo ante los nucleófilos. Un ejemplo común de esto es la activación de una cetona por la adición de un ácido de Lewis al oxígeno. En promedio el momento dipolar para una cetona general R2CO es δ = 0.51. Con la adición de un hidrógeno ácido al átomo de oxígeno para producir [R2COH]+, el momento dipolar aumenta hasta δ = 0.61, haciendo al ion oxocarbenio mucho más susceptible a la adición nucleofílica que una cetona.

## Formación
La formación de un ion oxocarbenio puede proceder a través de diferentes vías. En la más común, el oxígeno de una cetona se une a un ácido de Lewis, lo que activa a la cetona, convirtiéndola en un electrófilo más efectivo. El ácido de Lewis puede ser un amplio rango de moléculas, desde un simple ion hidrógeno a complejos metálicos. El resto de este artículo se centrará en los iones oxocarbenio alquílicos, donde el átomo añadido al oxígeno es un carbono. Una de las formas en las que este ion puede ser formado es la eliminación de un grupo saliente. En la química de los carbohidratos, este grupo saliente es con frecuencia un éter o éster. Una alternativa a la eliminación es la desprotonación directa de la molécula para formar el ion, sin embargo, este mecanismo es difícil de conseguir ya que requiere el empleo de bases muy fuertes para que tenga lugar.

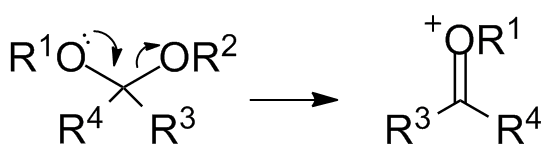
Formación de un ion oxocarbenio

### Glucosidasas
Una glucosidasa es una enzima que cataliza la ruptura de un enlace glicosídico para producir dos azúcares más pequeños. Este proceso tiene importantes implicaciones en la utilización de energía almacenada, p. Ej. la degradación de glucógeno en los animales, como así también la degradación de celulosa por aquellos organismos que se alimentan de plantas. En general, un residuo de ácido aspártico o glutámico en el sitio activo es el que cataliza la hidrólisis del enlace glicosídico. El mecanismo que utilizan estas enzimas involucra un ion oxocarbenio intermediario, un ejemplo general de esto se muestra a continuación.